# Танкодром
Танкодро́м (от «танк» и греч. drómos — «бег», «место для бега») — оборудованный для обучения вождению танков и другой гусеничной бронетехники участок местности.
Местность для оборудования танкодрома подбирается с наличием разнообразного рельефа и водной преграды. Маршруты, предназначающиеся для обеспечения отработки основных упражнений курса вождения танков, прокладываются по замкнутому контуру длиной до 2,5 км. На участке устанавливаются ориентиры и мишени, средства и системы управления, оборудуется командный пункт и оснащаются учебные классы.